# Arısama Dağı
Koordinaten: 37° 55′ 46″ N, 33° 51′ 23″ O
Der Arısama Dağı ist ein Berg und ein antiker Siedlungsplatz im Norden des Landkreises Emirgazi der Provinz Konya. Der Arısama Dağı liegt 2 km nordöstlich der Kreisstadt und ist 1446 oder 1425 m hoch. Im Volksmund heißt der Berg auch Kel Dağ (kahler Berg), Kötü Dağ (böser Berg), Boz Dağ (grauer Berg) oder schlicht Emirgazi Dağı, i.e. Emirgazi-Berg. Auf seiner Westflanke gibt es Überreste einer alten Kaserne und im nordöstlichen Abschnitt Ruinen von Zisternen. Auf dem Arısama, genauer auf dem Kale Tepesi, befinden sich die Reste einer alten Festungsanlage, die Anfang des 20. Jahrhunderts Keçi Kalesi (Ziegenburg) genannt wurde. Diese Burg war Teil einer Kette von Festungen, die Sichtverbindung hatten und der Übermittlung von Nachrichten dienten. In der Umgebung wurden fünf Rundaltäre aus der Zeit des hethitischen Großreichs im 2. Jahrtausend v. Chr. gefunden. Sie trugen einen identischen Text, der sich auf einen heiligen Berg Šarpa bezieht. Der Hethitologe John David Hawkins identifiziert diesen Berg mit dem Arısama Dağı. Der heutige Name des Berges soll auf eine hethitische Siedlung Ardistama zurückzuführen sein. Die früheste schriftliche Erwähnung dieses Namens wurde durch Ptolemäus überliefert. Das etwa drei Kilometer östlich liegende Dorf Belkaya am Fuße der Erhebung trug bis in die Zeit der Republik Türkei diesen Namen.
Auf einer offiziellen Karte aus dem Jahr 1957 war der Arısama Dağı als Karacadağ verzeichnet.